# アントニーノ・ラ・グミーナ
アントニーノ・ラ・グミーナ（Antonino La Gumina、1996年3月6日 - ）は、イタリア・シチリア州パレルモ県パレルモ出身のサッカー選手。CDミランデス所属。ポジションはフォワード。

## 経歴
USチッタ・ディ・パレルモのユースチームに所属し、2015年4月4日のACミラン戦でセリエAデビューを果たした。
2018年7月6日、エンポリFCに5年契約で移籍した。
2020年1月31日、UCサンプドリアと7月から4年契約を結んだ。シーズンの残りはサンプドリアに期限付き移籍という形で移籍することとなった。加入時には監督のクラウディオ・ラニエリからカウンター攻撃の熟練者と評された。